# Stal Nysa
Le Stal Nysa est un club de volley-ball polonais fondé en 1948 et basé à Nysa et évoluant en Championnat de Pologne masculin de volley-ball.

## Palmarès
- Coupe de Pologne : 1996